# Cirrhilabrus bathyphilus
Cirrhilabrus bathyphilus is een  straalvinnige vissensoort uit de familie van de lipvissen (Labridae). De wetenschappelijke naam van de soort werd in 2002 gepubliceerd door Randall & Nagareda.
De soort staat op de Rode Lijst van de IUCN als niet bedreigd, beoordelingsjaar 2009.